# أليكس رودس
أليكس رودس (بالإنجليزية: Alex Rhodes)‏ (23 يناير 1982 في المملكة المتحدة - ) هو لاعب كرة قدم بريطاني في مركز الهجوم. لعب مع أكسفورد يونايتد وبرادفورد سيتي وسويندون تاون ونادي برينتفورد ونادي روذرهام يونايتد ونادي مارغيت وبرينتري تاون ونادي وكينغ وكانفي آيلاند وغرايز أتلاتيك ‏ وNewmarket Town F.C. ‏.

## وصلات خارجية
- أليكس رودس على موقع قاعدة بيانات كرة القدم.إي يو (الإنجليزية)
- أليكس رودس على موقع Soccerbase.com (لاعب) (الإنجليزية)